# Tod in der Bucht – Ein Kreta-Krimi
Tod in der Bucht – Ein Kreta-Krimi ist ein deutscher Fernsehfilm von Relevant Film im Auftrag der ARD Degeto aus dem Jahr 2025, bei dem Constanze Knoche Regie führte. Die Erstausstrahlung war am 6. März 2025 auf Das Erste.

## Handlung
Nach vierzig Jahren kehrt die international erfolgreiche Ermittlerin Eleni Theodoraki in ihre Heimat Kreta zurück, um als neue Chefin des Morddezernats Rethymnon ihren Dienst anzutreten. Doch die Rückkehr ist für sie keine Heimkehr – sie fühlt sich als Fremde und stößt nicht nur beruflich, sondern auch in der eigenen Familie auf Widerstand.
Ihr erster Fall in ihrer alten Heimat fällt ihr bereits einen Tag vor offiziellem Dienstantritt in die Arme: Der mächtige Bauamtsleiter Philippis wurde in einer Bucht auf Kreta mit einem Jetski ermordet. Zügig rückt der Bräutigam ihrer Nichte Niki, der Hotelier Jorgos Simonidis, in den Fokus der Ermittlung. Hat er seinen alten Studienfreund bestochen oder wollte das Opfer nach der erteilten Baugenehmigung mehr Geld? Ein heftiger Streit zwischen den beiden wirft Fragen auf. Aber auch ein Restaurantbesitzer, dessen Existenz durch Philippis’ Entscheidungen bedroht war, könnte ein Motiv gehabt haben.
Während Eleni mit ihrem jungen Team, darunter ihr Großneffe Alexis und die ambitionierte Penelope, die Ermittlungen vorantreibt, gerät sie in einen inneren Konflikt: Die Verhaftung von Jorgos gefährdet die geplante Hochzeit und bringt ihre Familie gegen sie auf. Besonders ihre Schwester Marina reagiert feindselig – weniger wegen des Falls, sondern wegen eines Geheimnisses aus der Vergangenheit, das Elenis Rückkehr überschattet.

## Hintergrund
Tod in der Bucht – Ein Kreta-Krimi wurde von der Relevant Film Produktionsgesellschaft im Auftrag der ARD Degeto hergestellt mit Unterstützung von dem National Centre of Audiovisual Media and Communication in Griechenland. Gedreht wurde vom 18. Oktober bis 16. November 2023 auf Kreta, Griechenland. Regie führte Constanze Knoche, die Kamera Andreas Bergmann und das Drehbuch schrieb Christoph Busche.
Das Team setzte sich sowohl aus griechischen als auch aus deutschen Mitarbeitern und Schauspielern zusammen. Als bedeutenden Gewinn sieht die Produzentin Heike Wiehle-Timm die Besetzung der deutsch-griechischen Schauspielenden Danilo Kamperidis und Franziska von Harsdorf. Die Authentizität des Films wird noch dadurch verstärkt, dass die Regisseurin die griechischen Schauspielenden in ihrer Muttersprache spielen ließ, sodass in einigen Szenen des Films eine Mischung aus deutschen und griechischen Dialogen gedreht wurde. Der griechische Dialog wurde im Nachgang synchronisiert. Für Constanze Knoche hat diese Art des Drehens viel für die Glaubwürdigkeit der Figuren beigetragen.

## Rezeption
Rainer Tittelbach vergab auf tittelbach.tv 4,5 von 6 Sternen für den Kreta-Krimi. Er begründete dies unter anderem mit dem besonderen Schauspielstil von Naomi Krauss in der Hauptrolle sowie mit der authentischen Geschichtserzählung und der kulturellen Darstellung Griechenlands. Dementsprechend geht Herr Tittelbach davon aus, dass der Film nur die erste Episode einer zukünftigen Kreta-Krimi-Reihe sein wird.
Der Kritik schließt sich TV-Movie an und schreibt, dass der Film ein hübscher Auftakt sei für eine neue Reihe mit einer Kommissarin, die auf Anhieb sympathisch sei.
Regisseurin Constanze Knoche habe einen emotionalen Kriminalfall inszeniert, so Prisma. Kameramann Andreas Bergmann habe die griechische Insel eindrucksvoll ins Bild gesetzt.

### Einschaltquote
Die Erstausstrahlung im Ersten erfolgte am 6. März 2025 um 20:15 Uhr. Der Film wurde dabei von 4,928 Millionen Menschen gesehen, was einem Marktanteil von 19,5 Prozent entspricht.

## Kritiken
„Ergreifende Mischung aus privatem Schicksal und Kriminalfall, die abseits bekannter Urlaubspfade wandelt.“ TV Movie
„Mörderjagd am Mittelmeer. Auf Kreta kämpft Naomi Krauss gegen das Verbrechen.“ Hörzu
„Der 'Kreta-Krimi' mit Naomi Krauss bietet eine interessante Mischung aus Mordermittlung und Familiendrama.“ Blickpunkt:Film
„Dass die Heldin auf die 60 zugeht, tut (der Tiefe der) Geschichte gut, und die problematische Familienbande bringt eine angenehme Ernsthaftigkeit ins Spiel. Dazu passt vorzüglich der Schauspielstil aller Akteure, besonders der von Naomi Krauss.“ Tittelbach.tv
„Aufwühlend und genüsslich, wie ein griechischer Wein.“ TV Spielfilm